# ژاک لوران
ژاک لوران (به فرانسوی: Jacques Laurent-Cely, dit Jacques Laurent ou Cécil Saint-Laurent) رمان‌نویس و روزنامه‌نگار قرن بیستم میلادی اهل فرانسه زادهٔ ۱۹۱۹ در پاریس و متوفی سال ۲۰۰۰ در همان شهر است. لوران در ۱۹۷۱ برندهٔ جایزه گنکور، در ۱۹۸۱ برندهٔ جایزهٔ بزرگ فرهنگستان فرانسه و در ۱۹۸۳ برندهٔ جایزهٔ پرنس موناکو شده است.